# Bartosz Kruhlik
Bartosz Kruhlik (ur. 15 października 1985 w Lubsku) – polski reżyser i scenarzysta filmowy.
Absolwent PWSFTViT w Łodzi (2016). Laureat nagrody za debiut reżyserski na 44. Festiwalu Polskich Filmów Fabularnych w Gdyni za reżyserię filmu Supernova oraz kilkudziesięciu nagród filmowych za etiudy szkolne (głównie za Adaptację i Żar).